# Kristin Dahl
Kristin Dahl (ur. 19 stycznia 1940 w Katrineholm) – szwedzka autorka książek dla dzieci.
W Polsce nakładem Wydawnictwa Zakamarki w 2010 roku ukazała się jej książka Matematyka ze sznurka i guzika (tyt. oryg. Kul med matte, 2009) z ilustracjami Matiego Leppa i w tłumaczeniu Agnieszki Stróżyk.